# 国际大专辩论赛
国际大专辩论赛（英語：International Varsity Debate），又稱国际大专辩论會、国际华语大专辩论会，簡稱国辩、老國辯，2007年改稱國際大學群英辯論會，是由亞太地區乃至世界各地大专院校的学生參與的辩论賽事，歷史可以追溯至1986的新加坡，一開始由新传媒集团主办，當時名為亚洲大专辩论会。
1993年，中国中央电视台開始與新传媒集团聯合主办，辩论会也更名为国际大专辩论赛，當時該辯論會每2年舉辦一次。
不過有高校在奪冠後宣佈不再參加，而且国际大专辩论会的议题确定要经过有关部门的层层把关，所以議題离实际生活和公共话题越来越远。
2007年起，賽事正式更名为国际大学群英辩论会。
2011年，国际大学群英辩论会改在青岛市舉辦。
2013年，賽事停辦。
同年，由胡漸彪先生等國辯辯手在北京師範大學珠海校區開辦國際華語辯論邀請賽，以填補國辯停辦後亞太地區華語頂尖辯論賽事的空白，該賽事後漸漸被坊間簡稱為「新國辯」。

## 亚洲大专辩论会時期
1986年，新加坡广播局在有了舉辦新港辯論遊戲賽的經驗後，將新加坡式辯論賽推向國際，举办首届亚洲大专辩论会，香港中文大學、東亞大學、新加坡國立大學、北京大學四校分別代表香港、澳門、新加坡、大陸參與比賽。決賽全程有閉路電視進行轉播，北京大学最終擊敗香港中文大學取得冠军。
1988年，新加坡广播局舉辦第二届亚洲大专辩论会，臺灣地區首次派出隊伍參賽，复旦大学擊敗國立臺灣大學獲得冠軍。
1990年，新加坡广播局舉辦第三届亚洲大专辩论會，南京大学获得亚军。

## 国际大专辩论赛時期

### 第一屆
1993年，亞洲大專辯論會擴大為國際性質，改名為国际大专辩论赛，由新加坡广播局和中国中央电视台联合举办，地點依舊位於新加坡。
大陸地區国家教育委员会选派复旦大学组织代表队参加首届国际大专辩论赛。复旦大学代表队成員有蔣昌建、姜豐、严嘉、季翔、何小兰和张谦六人，由王沪宁、俞吾金帶隊。
而臺澎金馬地區則是派出國立臺灣大學、香港派出香港大學、馬來西亞派出馬來亞大學、新加坡派出新加坡國立大學，還增加了非亞太地區的英國劍橋大學、澳洲悉尼大學、加拿大英屬哥倫比亞大學。
當時的辩题有“人性本恶还是本善”等，評委有哈佛大学学者杜维明和武侠作家金庸。
复旦大学最終获得冠军，复旦大学出版社亦為此特地為此出版了《狮城舌战》。

### 第二屆
1995年，第二届国际华语大专辩论会移师北京举办，並且此後每两年举办一次，舉辦地點在新加坡和大陸地區之間交替舉行，由新加坡广播局和中国中央电视台交替主办。
當年南京大学获得冠军，评委有杜维明、王元化、余秋雨、江平、孙康宜等人。

### 第三屆
1997年，在新加坡舉辦的第三届国际大专辩论賽上马来亚大学奪冠（成員有胡渐彪），首都师范大学获得亚军，而且马来亚大学开始连续三届进入决赛。
之後代表中国大陆参赛的队伍产生模式由指定改为公开选拔。

### 第四屆
1998年，西安交通大学在中華人民共和國全国大学生辩论赛夺冠。
1999年，西安交通大學代表中国大陆参加第四届国际大专辩论賽并获得冠军，西安交大辯論隊成員有路一鸣、郭宇寬以及樊登。

### 第五屆
2001年，在新加坡舉辦的第五届国际大专辩论賽上，武汉大学獲得亚军。

### 第六屆
2003年，在北京舉辦的第六届国际大专辩论賽上，中山大学獲得冠军，世新大学亞軍，来自世新大学的黄执中获得最佳辩手。

### 第七屆
2005年，在新加坡举行的第七届国际华语大专辩论会上，电子科技大学代表大陆地區参賽並擊敗香港科技大学奪冠。

## 國際大學群英辯論會時期

### 第八屆/第一屆
2007年，國際大專辯論賽改名国际大学群英辩论会，交由大陸舉辦，於北京舉行，由中国中央电视台主办。比賽分為兩個階段，第一階段分為大陸地區內部選拔和其餘各國內部選拔，各地皆選拔出冠軍參與第二階段總決賽。
2007年，中南财经政法大学战胜重庆大学，摘得2007年「国辩网络辩论赛」冠軍，代表大陸地區参與总决赛。
2007年11月29日，总决赛落幕，中南财经政法大学战胜澳门大学，获得A组总冠军；耶鲁大学战胜牛津大学获得B组总冠军。

#### 總決賽參賽學校

##### A组
1. 大陸地區-中南财经政法大学
2. 香港地區-香港中文大学
3. 臺灣地區-东吴大学
4. 澳門地區-澳门大学
5. 马来西亚-博特拉大学
6. 新加坡-新加坡国立大学

##### B组
1. 美国-耶鲁大学
2. 澳洲-墨尔本大学
3. 南韓-梨花女子大學
4. 俄罗斯-莫斯科国际关系学院
5. 埃及-开罗大学
6. 英国-牛津大学